# 扎別利斯科耶湖 (格多夫區)
58°25′00″N 28°16′41″E / 58.41667°N 28.27806°E
扎別利斯科耶湖（俄语：Забельское），是俄羅斯的湖泊，位於該國西北部，由普斯科夫州負責管轄，處於格多夫區，面積1.3平方公里，集水區面積191平方公里，平均水深2.3米，最大水深5.4米。